# Saint Kitts és Nevis a 2016. évi nyári olimpiai játékokon
Saint Kitts és Nevis a brazíliai Rio de Janeiróban megrendezett 2016. évi nyári olimpiai játékok egyik részt vevő nemzete volt. Az országot az olimpián 1 sportágban 6 sportoló képviselte, akik érmet nem szereztek.

## Atlétika
Férfi
| Antoine Adams                                          | 100 m           | 10,39 | 8. | 54.** | kiesett | kiesett | kiesett | kiesett | kiesett |         |         |         |
| Antoine Adams                                          | 200 m           | 20,49 | 5. | 30.** | kiesett | kiesett | kiesett | kiesett | kiesett | kiesett | kiesett | kiesett |
| Kim Collins                                            | 100 m           | 10,18 | 4. | 19.*  | 10,12   | 6.      | 17.     | kiesett | kiesett |         |         |         |
| Brijesh Lawrence                                       | 100 m           | 10,55 | 8. | 62.   | kiesett | kiesett | kiesett | kiesett | kiesett |         |         |         |
| Jason Rogers Kim Collins Allistar Clarke Antoine Adams | 4 × 100 m váltó | 39,81 | 7. | 15.   |         |         |         | kiesett | kiesett |         |         |         |

Női
| Versenyző       | Versenyszám | Előfutam | Előfutam | Előfutam | Elődöntő | Elődöntő | Elődöntő | Döntő   | Döntő    |
| Versenyző       | Versenyszám | Idő      | Hely.    | Össz.    | Idő      | Hely.    | Össz.    | Idő     | Helyezés |
| --------------- | ----------- | -------- | -------- | -------- | -------- | -------- | -------- | ------- | -------- |
| Tameka Williams | 200 m       | 23,61    | 6.       | 56.*     | kiesett  | kiesett  | kiesett  | kiesett | kiesett  |

* - egy másik versenyzővel azonos időt ért el

** - két másik versenyzővel azonos időt ért el